# 法国区
法语区（英語：French Quarter），又称老广场（法語：Vieux Carré，英國英語：/ˌvjɜː kəˈreɪ/，美國英語：/vjə kəˈreɪ/，法語：[vjø kaʁe]），是美国城市新奥尔良最古老、也是最著名的街区。当1718年新奥尔良建城时，原先的范围就集中于今日的法语区。有些人还会使用原名“Vieux Carré”，但是今天通常都称为“French Quarter”。法语区被整体列为国家历史地标，包含了大量的私人历史建筑。2005年飓风卡特里娜对法语区的影响相比新奥尔良的其他街区和整个地区相对较轻。

## 事件
- 2025年新奥尔良汽车撞人事件